# Remina Yoshimoto
Remina Yoshimoto (jap. 吉元玲美那 Yoshimoto Remina; ur. 1 sierpnia 2000) – japońska zapaśniczka walcząca w stylu wolnym. Złota medalistka mistrzostw świata w 2021 roku. 
Triumfatorka igrzysk azjatyckich w 2022. Mistrzyni Azji w 2022, 2023 i 2025. Mistrzyni świata i Azji kadetów w 2017 i Azji juniorów w 2019. Mistrzyni Japonii w 2020 roku.